# Danh sách câu lạc bộ bóng đá ở Saint-Pierre và Miquelon
Đây là danh sách các câu lạc bộ bóng đá ở Saint-Pierre và Miquelon.
- A.S. Ilienne Amateur
- A.S. Miquelonnaise
- A.S. Saint Pierraise

Bản mẫu:Bóng đá Saint-Pierre và Miquelon